# ロジャス・レナー
ロジャス・レナー（Lojas Renner S.A）は、ブラジルで三番目に大きい百貨店である。本社をリオグランデ・ド・スル州のポルトアレグレに置いている。

## 歴史
ロジャス・レナーの出発点は1912年に、アンソニー・ヤコブ・レナーがA.J.レナー社を創設したことから始まる。A.J.レナー社は、男物の羊毛製品及び皮革品を製造、販売していた。これらの商品は、寒さ、風、雨に強く、ブラジルのカウボーイに好評であった。
1940年代には、幅広い商品を取り扱うようになり、ついには百貨店に発展した。1965年には、ロジャス・レナーS.A.に発展し、その2年後には、株式を売り出すにいたった。1991年には、衣料品に特化した百貨店に変わった。
1998年12月22日、アメリカ合衆国に本拠をおく多国籍企業の百貨店であるJ.C.ペニーがロジャス・レナーの株式の97.7％を保有していたが、2005年6月にこの株式は売却された。
現在、ロジャス・レナーの株式は、サンパウロ証券取引所に上場している。